# Marie Colmant
Pour les articles homonymes, voir Colmant.
Ne doit pas être confondue avec l'écrivaine, Marie Colmont.
Marie Colmant, née le 17 mai 1956, est une journaliste française de presse écrite, de radio et de télévision.

## Biographie

### Décennies 1980 et 1990
Titulaire d'une licence d'anglais et de russe[réf. souhaitée], Marie Colmant devient journaliste à l'Agence France-Presse[réf. souhaitée]. Elle collabore ensuite au magazine Actuel et fait ses premiers pas à la radio sur Radio Nova.
En 1985, elle entre au service cinéma du quotidien Libération[réf. souhaitée]. 
De 1990 à mai 1996, elle coanime sur France Inter avec Gérard Lefort l'émission hebdomadaire Passées les bornes y a plus de limites[réf. souhaitée]. 
En 1993, elle est chroniqueuse sur France 3 dans une émission littéraire présentée par Bernard Rapp. 
Après avoir quitté le journal Libération[réf. souhaitée], elle anime une émission quotidienne sur Radio Nova[réf. souhaitée]. 
Deux ans plus tard, elle retrouve Gérard Lefort sur les ondes de France Inter pour l'émission quotidienne À toute allure[réf. souhaitée].  

### Décennie 2000
En 2001, elle rejoint l'hebdomadaire culturel Télérama comme rédactrice en chef adjointe. 
À la rentrée 2004, elle intègre sur Canal+ l'équipe de La Matinale, présentée par Bruce Toussaint. Elle est alors chroniqueuse « culture et médias », réalise une revue de presse et participe à l'interview de l'invité culturel dans la dernière partie de l'émission[réf. souhaitée]. Dès septembre 2006, elle devient le  « joker » de Bruce Toussaint et assure l'intérim pendant ses congés. 
À partir de septembre 2008, elle participe au Grand Journal tout en continuant à participer à La Matinale, désormais présentée par Maïtena Biraben. Elle est aussi chroniqueuse dans Esprit critique sur France Inter. 
En septembre 2009, elle retrouve Bruce Toussaint dans L'Édition spéciale, émission de la mi-journée sur Canal+ dans laquelle elle présente la « Story du jour ».

### Décennie 2010
À partir de septembre 2010, elle est également chroniqueuse dans l'émission culturelle Un autre midi, présentée par Victor Robert sur Canal+.
Depuis septembre 2011, elle participe à l'émission Les Affranchis, à 11 h, tous les jours sauf le week-end sur France Inter.
Elle rejoint en 2012 l'équipe de l'émission Avant-premières, présentée par Élizabeth Tchoungui sur France 2 puis, à la rentrée, l'émission Vous trouvez ça normal ?!, présentée sur la même chaîne par Bruce Toussaint. Marie Colmant annonce son éviction brutale de l'émission le 12 novembre 2012.
En 2013, elle présente les chroniques culturelles pour I-Télé tous les jours de la semaine à 6 h 50, 7 h 50 dans Le 6/9, et puis elle fait un court édito sur le plateau de Claire-Élisabeth Beaufort dans L'Édition permanente, à la fin du journal de 9 h 45. En février 2013, elle se présente sur le plateau du 6/9 et, se pensant hors-antenne, discute de manière officieuse avec les animateurs pendant 2 minutes. À partir du 26 août 2013, Marie Colmant rejoint la Team Toussaint, la matinale info de 7 h à 10 h où elle présente les chroniques culturelles[réf. souhaitée]. En septembre 2013, elle répète la même chronique déjà présentée la veille sans s'en rendre compte, provoquant quelques minutes de gêne sur le plateau. Le 16 décembre 2016, Marie Colmant annonce son retrait de la chaîne I-Télé, à la suite du désaccord éditorial avec la nouvelle direction de la chaîne.
Le 28 août 2017, elle rejoint Bruce Toussaint dans la matinale de France Info, entre 7 h et 9 h. Elle y co-présente, avec Antoine Krempf, la chronique Le vrai du fake (à 8 h 21) pour y conter une vraie histoire qui paraît invraisemblable, histoire trouvée dans la presse internationale[réf. souhaitée]. A la rentrée 2018, après le départ de Bruce Toussaint, elle poursuit sa collaboration avec l'émission en présentant la chronique L'étoile du jour jusqu'au 3 juillet 2020, date de son départ à la retraite[réf. souhaitée].

## Publications

### Comme auteur
- Tapis vert, Paris, Éditions Baleine, coll. « Velours », 1999, 174 p. (ISBN 2-84219-217-6)
- collectif, Agnès Varda. L'île et elle : regards sur l'exposition, Paris/Arles, Fondation Cartier pour l'art contemporain/Actes Sud, 2006, 47 p. (ISBN 2-7427-6424-0)
- collectif, Jacques Demy tout entier, Paris, La Martinière, coll. « Hors collection », 2010, 274 p. (ISBN 978-2-7324-4177-1)
- Avec Gilles Jacob et Gérard Lefort, À nos amours, Calmann-Lévy/Grasset, 2024.

### Comme traductrice
- Victor Headley (trad. de l'anglais), Yush, Paris, Éditions de l'Olivier, coll. « Soul fiction », 1999 (réimpr. 2003), 238 p. (ISBN 2-87929-116-X)
- Donald Goines, Daddy Cool, Série noire n° 2542 1999